# Stazione di Manoppello
Stazione di Manoppello vasútállomás Olaszországban, Manoppello településen.

## Vasútvonalak
Az állomást az alábbi vasútvonalak érintik:
- Róma–Sulmona–Pescara-vasútvonal

## Kapcsolódó állomások
A vasútállomáshoz az alábbi állomások vannak a legközelebb:
- Stazione di Alanno
- Stazione di Chieti
- Interporto d'Abruzzo railway station